# Keresztény Nemzeti Egyesülés Pártja
A Keresztény Nemzeti Egyesülés Pártja (KNEP) egy rövid életű politikai párt volt Magyarországon. Fennállása alatt egyetlen választáson indult, melyet megnyert. A belső feszültségek miatt a trianoni békeszerződés után a párt gyorsan meggyengült és majdnem szétesett, hogy aztán az Országos Kisgazdapárttal egyesülve létrehozza a két világháború között a nyilasok hatalomátvételéig folyamatosan kormányzó és minden választást megnyerő Egységes Pártot.

## Története
A Keresztény Nemzeti Párt és a Keresztényszociális Gazdasági Párt egyesülésével jött létre 1919. október 24-én, Friedrich István vezetésével. Az 1920-as választásokon (január 25-26.) 97 mandátumot szerzett, majd a kiegészítő választások után övé lett a legnagyobb frakció 84 fővel. A kisgazdákkal alakítottak koalíciós kormányt, a miniszterelnöki széket Bethlen István foglalhatta el, míg a házelnöki tisztséget ifj. Rakovszky István. Bethlen miniszterelnöki kinevezésével a párt megürült elnöki tisztségébe Prohászka Ottokár került, aki egészen az Egységes Párt megalakításáig viselte a tisztséget.
1920 nyarán a párt jelentősen meggyengült. Friedrich István és képviselőtársai április 12-én kiléptek, és újjáalapították a Keresztény Nemzeti Pártot, majd 17-én 22 képviselő felhívta a KNEP-t és a kisgazdapártot, hogy hozzanak létre egységes kormánypártot, majd elhagyták a frakciót, hogy az összekötő kapocs szerepét töltsék be. A koalíció felbomlásakor gróf Bethlen miniszterelnök felkarolta a kezdeményezést. Eredetileg a KNEP-ből akart kiindulni, de a második királypuccs, és a trónfosztás miatt megromlott viszonya a párt legitimistáival, ezért híveivel együtt belépett a kisgazdákhoz. 1922. február 2-án aztán megalapították az Egységes Pártot. Ezzel a kereszténypárt nehéz helyzetbe került. Nyilvánvalóvá vált, hogy neki csak alárendelt szerep juthat. Néhány képviselő követte Bethlent az Egységes Pártba, de ez pártszakadást okozott.
A Haller István vezette szárny ellenzékbe vonult, míg a Huszár Károly és Ernszt Sándor vezette csoport Keresztény Nemzeti Egység Pártja néven a kormányt támogatta önálló pártként, ami megbízható koalíciós partner maradt, mígnem 1926 elejére olyannyira szétesett, hogy a maradéka végül február 18-án beolvadt a Keresztény Szociális és Gazdasági Pártba.

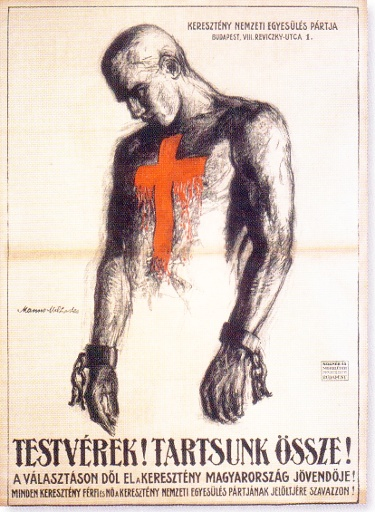
A KNEP egyik választási plakátja

## Országgyűlési választási eredményei
| Választások | Mandátumok száma | Mandátumok aránya | Parlamenti szerepe |
| ----------- | ---------------- | ----------------- | ------------------ |
| 1920-asA    | 84               | 38,36%            | kormánypárt        |

A: A választások több részletben 1920 januárjától 1921 októberéig tartottak. (Ahogy szabadultak fel a területek az idegen ellenőrzés alól, írtak ki rajtuk választásokat)